# 시이나 헤키루
시이나 헤키루(일본어: 椎名 へきる, 1974년 3월 12일 ~ )는 일본의 여자성우다. 도쿄도 히가시쿠루메시 출신으로, 대표작은 마법기사 레이어스의 시도우 히카루.

## 출연 작품

### TV 애니메이션
1993년
- 떴다 방울이(모모)

1994년
- 마법기사 레이어스(시도우 히카루)
- DNA^2(타카나시 코토미)

1996년
- 우주여행사 아트(텐죠인 카츠라)

1998년
- 마술사 오펜(도우친)

1999년
- 마술사 오펜 Revenge(도우친)
- 에덴즈 보위(시다, 엘리시스)

2000년
- 무적왕 트라이제논(프라우디아, 카이 도무)

2002년
- 왕도둑 징(피노)

2006년
- 두근두근 메모리얼 Only Love(와카타케 하루카)
- 케모노즈메(카미츠키 유카)

2008년
- 지옥소녀 3기(야마와로)

### OVA
1988년
- 타마와 친구들 : 3번가 이야기(모모)

1993년
- 아이돌 방위대 허밍버드(미나)
- 록맨 OVA(록맨)

1994년
- 상남 2인조(이토 유이)
- 플라스틱 리틀(이리즈 알트모디슈)
- 바운티 독(이네스)
- 탄생 ~Debut~(아이다 사치코)

1995년
- 여신천국(루루벨)
- 비경탐험대 팜&일(팜)
- 정령사(아사미)
- 이상한 나라의 미유키(문의 소녀)

1996년
- 특무전대 샤인즈맨(시이나 헤키룬룬 공주)

1997년
- 마법기사 레이어스 OVA(시도우 히카루)
- 프린세스 루즈(메이지)

1998년
- 요코하마 매물기행(알파)

### 극장판
2001년
- 초월하는 마음(루리, 하리)

2017년
- 걸즈 앤 판처 최종장 제1화

2019년
- 걸즈 앤 판처 최종장 제2화
- 걸즈 앤 판처 최종장 4DX

## 게임
- 단간론파 희망의 학교와 절망의 고교생 (초고교급 겜블러 세레스티아 루덴베르크)